# Abdelhamíd Szádmí
Abdelhamíd Szádmí (arabul: عبد الحميد صادمي); (Azazga, 1961. január 1. – ) algériai válogatott labdarúgó.

## Pályafutása

### Klubcsapatban
1978 és 1993 között a JS Kabylie csapatában játszott, melynek tagjaként 7 bajnoki címet szerzett és két alkalommal (1981, 1990) nyerte meg a CAF-bajnokok kupáját.

### A válogatottban
1984 és 1987 között 27 alkalommal szerepelt az algériai válogatottban. Részt vett az 1986-os világbajnokságon, ahol az algériaiak összes csoportmérkőzésén kezdőként lépett pályára. Tagja volt az 1984-es és az 1986-os afrikai nemzetek kupáján szereplő válogatott keretének is.

## Sikerei, díjai
JS Kabylie
- Algériai bajnok (7): 1980, 1982, 1983, 1985, 1986, 1989, 1990
- CAF-bajnokok kupája (2): 1981, 1990

Algéria
- Afrikai nemzetek kupája bronzérmes (1): 1984